# Нафака
Нафака (араб. نَفَقَة), или аль-хидана — содержание, которое, согласно шариату, мужчина должен обеспечивать своей постоянной жене или жёнам, или же детям от постоянного либо временного (в джафаритском мазхабе) брака. Термином «нафака» также обозначают денежные средства, которые взрослые дети выделяют на обеспечение престарелых родителей.
Нафака — не то же самое, что махр (брачный дар): вне зависимости от величины махра, его выплата не отменяет права жены на получение содержания.
Условием предоставления содержания (нафака) является послушание жены мужу. Если жена проявляет непослушание, муж вправе урезать содержание или лишить супругу причитающейся ей нафаки.
В наиболее общем смысле слова нафака означает обеспечение постоянной жены едой, одеждой и жильём не ниже того уровня, на котором её содержал её опекун (отец, дед) или она сама, если до заключения брака она была финансово самостоятельной. Тем не менее, учёные разных мазхабов расходятся в трактовке различных нюансов нафаки (содержания), порой отступая от этой общей формулы.
В джафаритском мазхабе женщина, живущая во временном браке, не обладает правом на содержание (нафака), если только оно не прописано в условиях брачного договора. Более того, если у её мужа есть постоянная жена или жёны, махр, выплачиваемый временной жене, или подарки для неё, не должны наносить финансового ущерба постоянной жене или детям, находящимся на содержании у этого мужчины.

## Нафака в постоянном браке

### Содержание работающей жены
Согласно всем исламским мазхабам, в постоянном браке жена обладает правом на содержание (нафака) со стороны мужа вне зависимости от того, работает она или нет. В случае, если жена с разрешения мужа работает, имеет собственный бизнес или иной источник доходов, законный с точки зрения Шариата, её заработная плата или прибыль является исключительно её собственностью. Муж не имеет право посягать на это имущество, только если жена не приняла добровольного решения отдавать личный заработок в семейный бюджет.

### Размер содержания
Согласно маликитскому и ханбалитскому мазхабам, размер содержания должен представлять собой среднее арифметическое от финансового статуса мужа и жены до вступления в брак.
Шафииты считают финансовое благосостояние мужа критерием, по которому определяется объём обеспечения жены одеждой и едой. Однако что касается жилища, здесь необходимо принять во внимание условия, в которых жена жила до заключения брака.
Среди учёных ханафитского мазхаба есть приверженцы обеих вышеуказанных точек зрения. Так, одни из них полагают, что необходимо учитывать материальное положение обоих супругов, другие же рассматривают в качестве критерия только финансовые возможности мужа.
Большинство факихов джафаритского мазхаба считают, что муж обязан обеспечивать жену едой, одеждой, косметикой, жильём, предметами домашнего обихода на том уровне, на каком это принято в данном конкретном городе или среди людей её круга (района и т. д.). Муж также должен оплачивать наём прислуги в случае, если жена откажется выполнять работу по дому (такая возможность предоставляется ей Шариатом).
Ряд правоведов джафаритского мазхаба полагают, что жена также имеет право на оплату расходов на лечение (лекарства, консультации у врача и т. д.) со стороны мужа. Например, согласно фетве аятоллы Али Систани, муж не только должен покрывать расходы на само лечение, но и оплачивать билеты на дорогу и визы, если необходимы консультации в другом городе или другой стране.
Если мужчина одновременно состоит в постоянном браке с двумя, тремя или четырьмя женщинами, он обязан обеспечивать всех их на одинаково достойном уровне.

### Обеспечение жильём
Согласно ханафитскому, ханбалитскому и джафаритскому мазхабам, муж обязан обеспечить постоянную жену отдельным жильём. Родственники мужа и его дети от других жён или от предыдущих браков не могут поселиться в этом доме без согласия жены.
В соответствии с маликитским фикхом, если жена обладает низким социальным статусом, она не вправе отказаться жить в доме родителей мужа. Если же её социальное положение высоко, она вправе не согласиться, если проживание в доме родителей мужа не было упомянуто в брачном договоре. В случае, если она согласилась на это при заключении брака, она уже не имеет права отказаться, однако муж должен выделить ей отдельную комнату.
По шафиитскому мазхабу муж обязан предоставить жене достойное жильё сообразно её статусу, даже если он беднее жены.

### Послушание жены как условие содержания
Все мазхабы сходятся на том, что муж не обязан содержать непослушную жену. Однако понятие непослушания трактуется в разных школах по-разному.
Так, ханафиты соглашаются считать жену послушной, если она не покидает дома мужа без его разрешения, даже если при этом она отказывает ему в интимной близости. Хотя последнее не дозволено (харам) для женщины, тем не менее, это не даёт мужу права лишать её содержания (нафака).
Учёные всех остальных мазхабов не согласны с ханафитами и считают жену, отказывающей мужу в сексе без уважительной на той причины, непослушной и не обладающей правом на содержание. Более того, шафииты полагают, что она не только не должна отказывать ему в постели, но и не должна выражать недовольства по поводу близости. Однако если причиной отказа была болезнь жены, она не лишается права на содержание.
Что касается выхода из дома, то шафииты и ханбалиты допускают подобное только в том случае, если жена покинула свой дом, отправляясь по делам мужа. Если же жена ушла по своим собственным делам, то она лишается права на содержание, даже если она получила разрешение со стороны мужа. В иных мазхабах жена, покидающая дом с разрешения мужа, права на содержание не лишается, вне зависимости от целей ухода (при условии, что они законны с точки зрения Шариата). В качестве примера можно привести фетву аятоллы Макарема Ширази:

Должна ли женщина получать разрешение своего мужа всякий раз, когда она решит выйти из дома (пойти в магазин, к родителям, к подруге и т. д.)?
Нет, достаточно того, что она будет знать, что муж не против…

…Если муж запретит жене покидать дом, то ей запрещается делать это. Опять же, запрет мужа должен основываться на веских и уважительных причинах, а не на безосновательных прихотях.
Если жена покидает свой дом без разрешения мужа для того, чтобы совершить обязательный хадж, тогда, согласно ханафитскому и шафиитскому фику, она лишается права на содержание со стороны мужа. Однако учёные джафаритского и ханбалитского мазхаба считают, что в таком случае за ней сохраняется право на содержание.
Если муж дал жене развод по причине её непослушания, она не имеет права на содержание в период идды первого и второго развода, только если не исправится и не станет вновь послушной.

### Содержание постоянной жены, живущей в доме своих родителей
Согласно ханафитскому мазхабу, жена обладает правом на содержание, даже если она ещё не переехала от своих родителей в дом мужа.
Маликиты и шафииты считают необходимым условием содержания то, что супруги вступили в интимную близость, или хотя бы то, что жена предложила себя мужу. Ханбалиты отмечают, что если жена не предложила себя мужу, она не имеет права на содержание, даже если такое положение продлится годы.
Учёные джафаритского мазхаба рассматривают первую близость между супругами как точку отсчёта, от которой постоянная жена может требовать содержания, даже если жена продолжает жить в доме своих родителей. Также такой точкой отсчёта является её просьба к мужу взять её с собой [в его дом].

### Выплата задолженного содержания
Мазхабы расходятся в том, может ли жена потребовать от мужа выплаты долга за содержание, не предоставленное в прошлом. Ханафиты полагают, что у неё нет такого права. Маликиты считают, что если у мужа была такая возможность, но он сознательно уклонился от выплаты содержания, тогда жена может его потребовать; в противном же случае у неё нет такого права. Учёные джафаритского, шафиитского и ханбалитского мазхаба считают, что жена может потребовать выплаты задолженного содержания (нафака), если она была послушной и имела на него право, вне зависимости от того, сколько времени прошло и была ли у мужа возможность содержать её в постоянном браке или нет.

## Нафака в период идды
Учёные разных мазхабов единодушны в том, что разведённая женщина имеет право на содержание (нафака) в период идды (три менструальных цикла или три месяца для не менструирующих) развода с правом на возвращение, то есть после первого и второго развода с одним и тем же мужем.
Если развод является третьим и окончательным, он называется разводом без права возвращения. Бывшие муж и жена не могут воссоединиться в новом браке, если только эта женщина не побывает замужем за другим мужчиной и не разведётся с ним.
В этом случае правоведы разных толков расходятся во мнениях относительно содержания бывшей жены во время идды. Ханафиты считают, что и в таком случае за женщиной сохраняется право на содержание. По маликитскому мазхабу, она не должна рассчитывать ни на какое содержание, кроме права оставаться в доме своего мужа (которым он её обеспечил в браке), только если она не беременна, однако в последнем случае это расценивается как содержание ребёнка, находящегося в её утробе, а не её самой. Учёные шафиитского, джафаритского и ханбалитского мазхабов убеждены, что в случае окончательного развода не беременная жена не имеет права на содержание, но если она беременна, бывший муж обязан содержать её в течение беременности. Однако шафииты добавляют, что если разведённая беременная покинет его дом без особой необходимости, бывший муж вправе лишить её содержания.

## Нафака ребёнка
Дети от законного шариатского брака так же, как и жёны в постоянном браке, обладают правом на содержание со стороны отца. Это означает удовлетворение всех нужд ребёнка. Сюда входит обеспечение едой, жильём и одеждой; покупка игрушек и развивающих игр, оплата обучения, дополнительных занятий у репетиторов и кружков, проезда в транспорте и т. д. вплоть до достижения детьми зрелости, когда они уже приобретают свой собственный трудовой опыт и заработок.
Хотя жена во временном браке (являющимся законным в джафаритском мазхабе и не признаваемом в суннитском фикхе) не имеет априорного права на содержание (нафака), дети, рождённые от такого брака, обладают точно такими же правами, как и дети от постоянного брака, в том числе и правом на содержание (нафака) со стороны отца. Правда, ряд учёных джафаритского мазхаба оговаривают, что при этом временная жена должна согласовать с мужем вопрос о рождении ребёнка.
В случае, если отец ребёнка умирает, обязанность обеспечивать его ложится на плечи деда. Если и деда нет в живых, это вменяется в ответственность матери, а если и она умерла, тогда — дедушке и бабушке по материнской линии.
Что касается взрослых детей, то учёные ханафитского мазхаба не считают отца обязанным содержать их, если они в состоянии найти работу. Однако маликиты и шафииты подчёркивают, что отец должен содержать дочь вплоть до того момента, когда она выйдет замуж. В джафаритском и ханбалитском мазхабе содержание взрослого ребёнка, который имеет достаточный и устойчивый доход, не является обязанностью отца.

## Нафака родителей и других родственников
По маликитскому мазхабу, для того, чтобы доказать нужду родственника в содержании, необходимо подтверждение этого факта со стороны двух справедливых свидетелей. Шафииты полагают, что одного обращения нуждающегося отца к сыну достаточно для выплаты содержания. Ханафиты утверждают, что просьба о содержании должна удовлетворяться, пока не будет очевидных свидетельств в пользу того, что родственник на самом деле в содержании не нуждается; однако если у него был стабильный доход, необходимо доказать, что он стал нуждающимся. Учёные джафаритского мазхаба придерживаются того же мнения, что и ханафиты.
Ханафиты считают, что взрослый сын обязан содержать не только недееспособного отца, но и его жену (даже если не она является его матерью). Причём для сына в любом случае обязательно (ваджиб) обеспечивать не работающего отца или деда, даже если он в состоянии работать. Такой же точки зрения придерживаются и шафииты.
Согласно маликитскому мазхабу, изо всех родственников правом на содержание, помимо жён, обладают только родители и дети. При этом взрослые сыновья обязаны оплачивать прислугу престарелому отцу, однако сын не обладает аналогичным правом покрытия расходов на прислугу за счёт средств отца. Маликитские факихи также вменяют сыновьям в обязанность содержание всех жён своего старого отца.
Учёные шафиитского и джафаритского мазхаба придерживаются точки зрения, согласно которой взрослые сыновья обязаны содержать своих отцов и матерей. Однако им не вменяется в обязанность содержание братьев. Тёти и дяди по отцовской и материнской линии также не вправе требовать от них выплаты содержания (нафака) в обязательном порядке. При этом шафииты считают, что взрослые сыновья должны содержать всех жён своего престарелого отца, и что отец обязан содержать жену недееспособного сына.
Согласно джафаритскому мазхабу, сыновья не обязаны содержать жену отца, если она не является их матерью; на отцах также не лежит обязанность по содержанию жён своих не работающих сыновей.
Школы исламского права расходятся в вопросе о содержании родственников, не исповедующих ислам. Согласно ханбалитскому мазхабу, если родственник не является мусульманином, он не может претендовать на содержание со стороны мусульманина. Однако учёные маликитского, джафаритского и шафиитского мазхаба не делают разницы между мусульманскими и не мусульманскими родственниками в вопросе о содержании (нафака). Если родственник обладает шариатским правом на содержание, его вероисповедание не имеет значения. Ханафиты считают, что из не мусульман только дети и родители обладают правом на содержание со стороны родственника-мусульманина, но на других родственников это не распространяется.